# Zahirea, Troițke
Zahirea (în ucraineană Загір'я) este un sat în comuna Voievodske din raionul Troițke, regiunea Luhansk, Ucraina.

## Demografie
Componența lingvistică a localității Zahirea
     Ucraineană (91,95%)
     Rusă (6,9%)
Conform recensământului din 2001, majoritatea populației localității Zahirea era vorbitoare de ucraineană (91,95%), existând în minoritate și vorbitori de rusă (6,9%).